# Онищенко Володимир Леонтійович
Не плутати з іншим футболістом київського «Динамо» — Володимиром Івановичем Онищенком.
Володи́мир Лео́нтійович Они́щенко (нар. 11 січня 1915, Одеса, Російська імперія — січень 2001, Чернігів, Україна) — радянський футболіст, що виступав на позиції лівого напівсереднього та центрального нападника. Після завершення кар'єри гравця працював тренером у низці спортивних клубів, обіймав посаду старшого тренера чернігівської «Десни».

## Життєпис
Володимир Онищенко народився в Одесі, де й розпочав свій шлях у великий футбол. Протягом двох років виступав у складі одеського «Динамо», демонструючи доволі непогані бомбардирські якості, після чого опинився у «Динамо» київському. Провів у складі киян півтора довоєнні сезони, особливою результативністю не відзначався, хоча у 1941 році був беззаперечним гравцем основи.
По закінченню війни провів 4 поєдинки за дубль київського «Динамо» у 1946 році, а наступний сезон розпочав уже у складі львівського «Спартака». У 50-х роках XX століття працював тренером колективів фізкультури в Кемерові, тренував команду з хокею з м'ячем «Шахтар» (Кемерово). Згодом повернувся до України, очолював любительський клуб ЗОР (Одеса). У 1968 році розпочав роботу в чернігівській «Десні», а вже наступного року став старшим тренером клубу.

## Тренерські досягнення
- Переможець класу Б чемпіонату СРСР з хокею з м'ячем (1): 1955[2]